# 高陽 (秋田市)
高陽（こうよう）は秋田県秋田市にある地域名。高陽青柳町と高陽幸町で構成される。郵便番号は高陽青柳町が010-0966、高陽幸町が010-0967。

## 地理
秋田市中心部に位置する。北を八橋新川向、西を八橋本町、東を保戸野千代田町、南を山王に接する。南端を秋田市道土崎保戸野線（旧羽州街道、旧国道）に面している。地域のほとんどが住宅地だが、東端である秋田県道56号秋田天王線（新国道）沿いには、新国道モールなど商業施設が並んでいる。

## 歴史
高陽になる前は旭川村の保戸野・八橋・花立町の一部地域だった。
- 1961年（昭和36年）1月 - 秋田いすゞ自動車本社が大町から高陽幸町に移転。
- 1966年（昭和41年）4月1日 - 住居表示実施に伴い、上記地域が高陽として独立。
- 1980年（昭和51年）2月4日 - 菓子舗榮太楼本社が川反から高陽幸町に移転。
- 2006年（平成18年）4月 - 秋田いすゞ自動車本社が寺内に移転。
- 2020年（令和2年）12月24日 - 秋田中央警察署幸町交番が泉交番に改称し泉北へ移転。

### 町名の変遷
以下はすべて住居表示実施に伴う変更。
| 実施後                            | 実施年月日     | 実施前（各字名ともその一部）             |
| --------------------------------- | -------------- | ---------------------------------------- |
| 高陽青柳町 こうようあおやぎちょう | 昭和41年4月1日 | 保戸野字新川向 ほどの あざしんかわむかい |
| 高陽青柳町 こうようあおやぎちょう | 昭和41年4月1日 | 八橋字一里塚 やばせ あざいちりづか       |
| 高陽幸町 こうようさいわいちょう   | 昭和41年4月1日 | 花立町 はなだてまち                      |
| 高陽幸町 こうようさいわいちょう   | 昭和41年4月1日 | 保戸野字阿弥陀田 ほどの あざあみだでん   |
| 高陽幸町 こうようさいわいちょう   | 昭和41年4月1日 | 保戸野字新川向 ほどの あざしんかわむかい |
| 高陽幸町 こうようさいわいちょう   | 昭和41年4月1日 | 保戸野字寺ノ腰 ほどの あざてらのこし     |
| 高陽幸町 こうようさいわいちょう   | 昭和41年4月1日 | 保戸野表鉄砲町 ほどのおもててっぽうまち  |
| 高陽幸町 こうようさいわいちょう   | 昭和41年4月1日 | 保戸野北鉄砲町 ほどのきたてっぽうまち    |
| 高陽幸町 こうようさいわいちょう   | 昭和41年4月1日 | 八橋字一里塚 やばせ あざいちりづか       |

## 施設

### 高陽青柳町
- 秋田県建設技能組合連合会

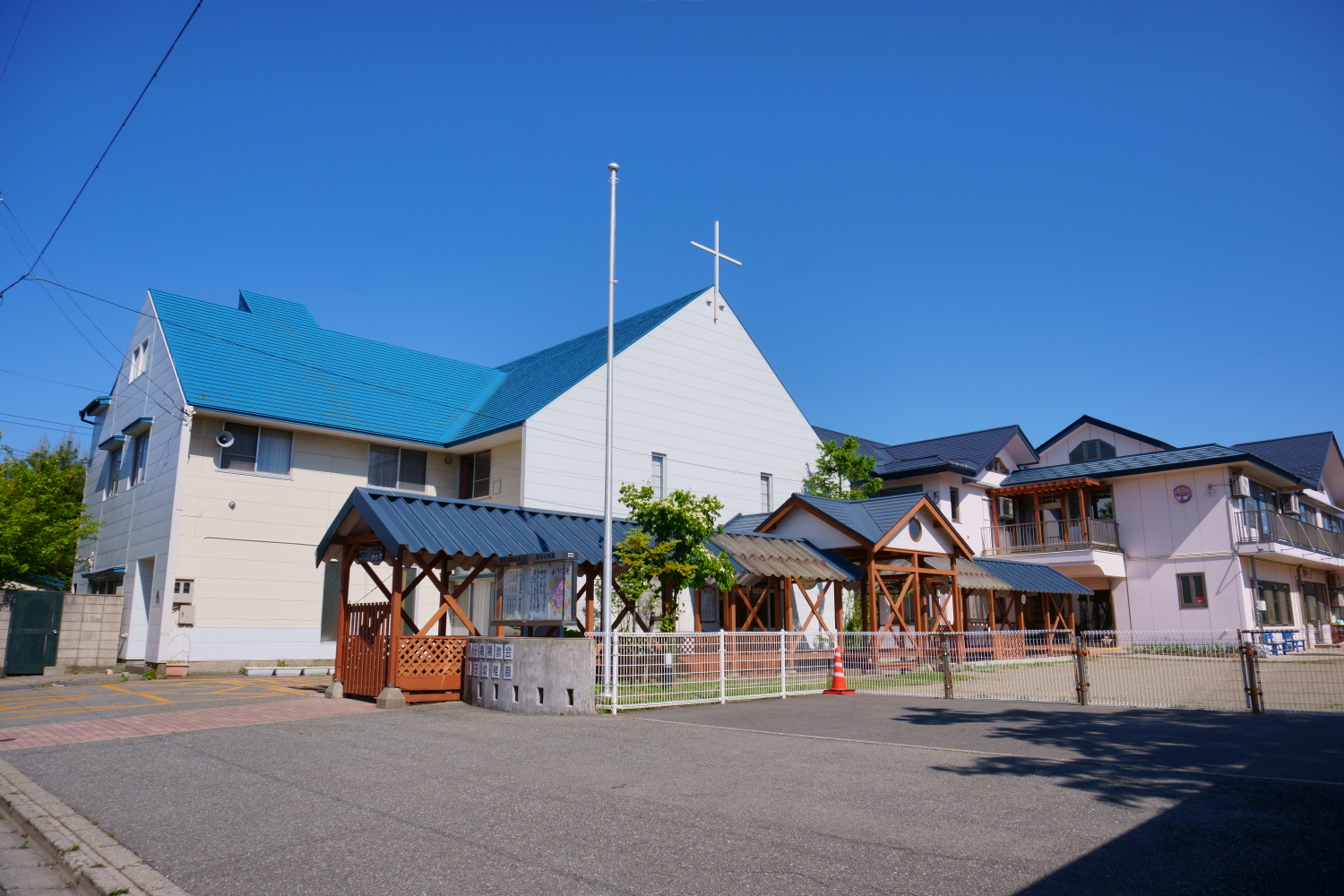
秋田高陽教会

### 高陽幸町
- 秋田県土地改良事業団体連合会（水土里ネット秋田）
- 新国道モール
  - いとく新国道店
    - 菓子舗榮太楼いとく新国道店

  - サンドラッグ新国道店
  - メガネのタカヤ秋田店
  - ダイソーいとく秋田新国道店
- 秋田スズキ・スズキアリーナ秋田
- 菓子舗榮太楼本社・幸町店
- ドミノ・ピザ秋田新国道店

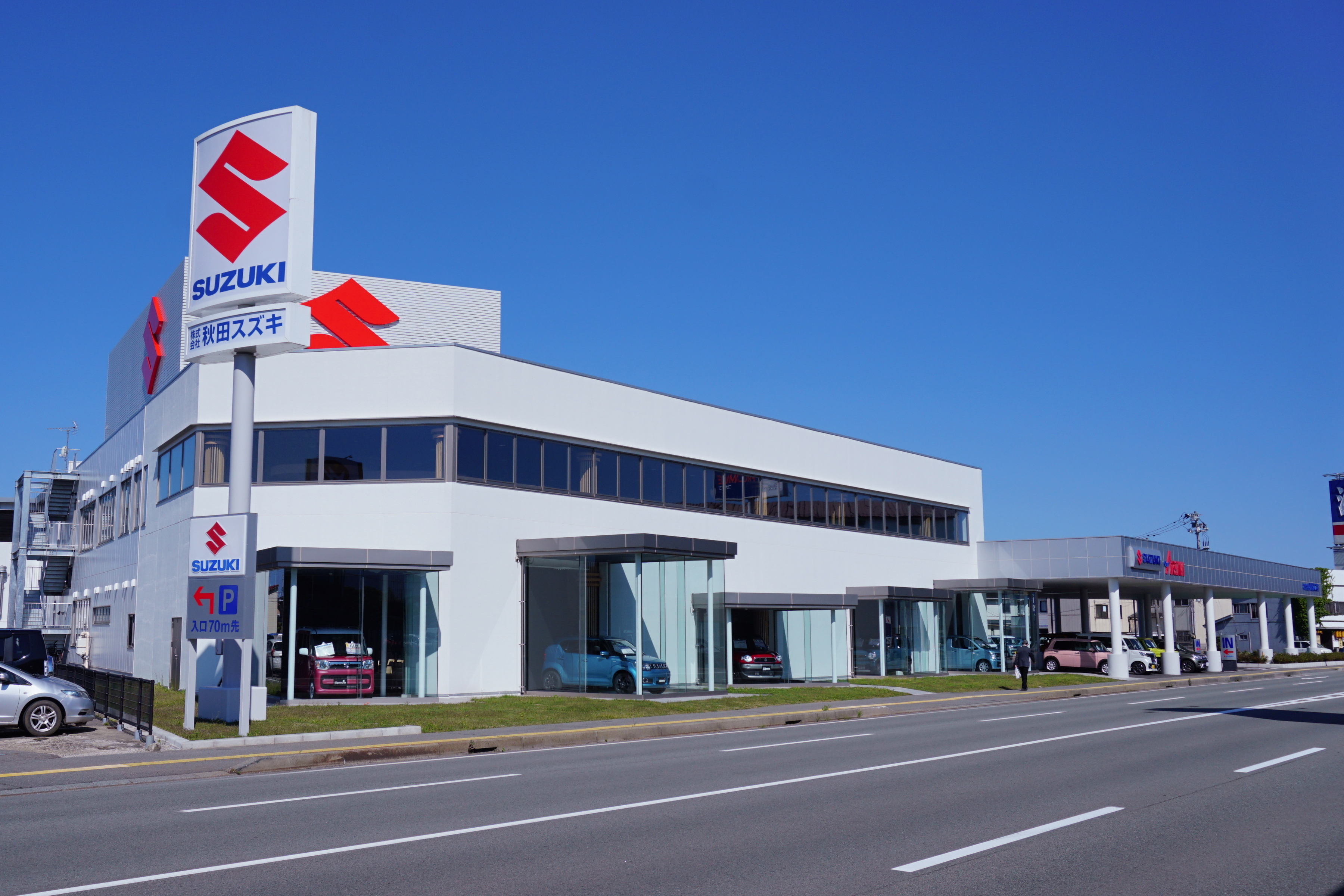
秋田スズキ・スズキアリーナ秋田(旧名日光モータース)
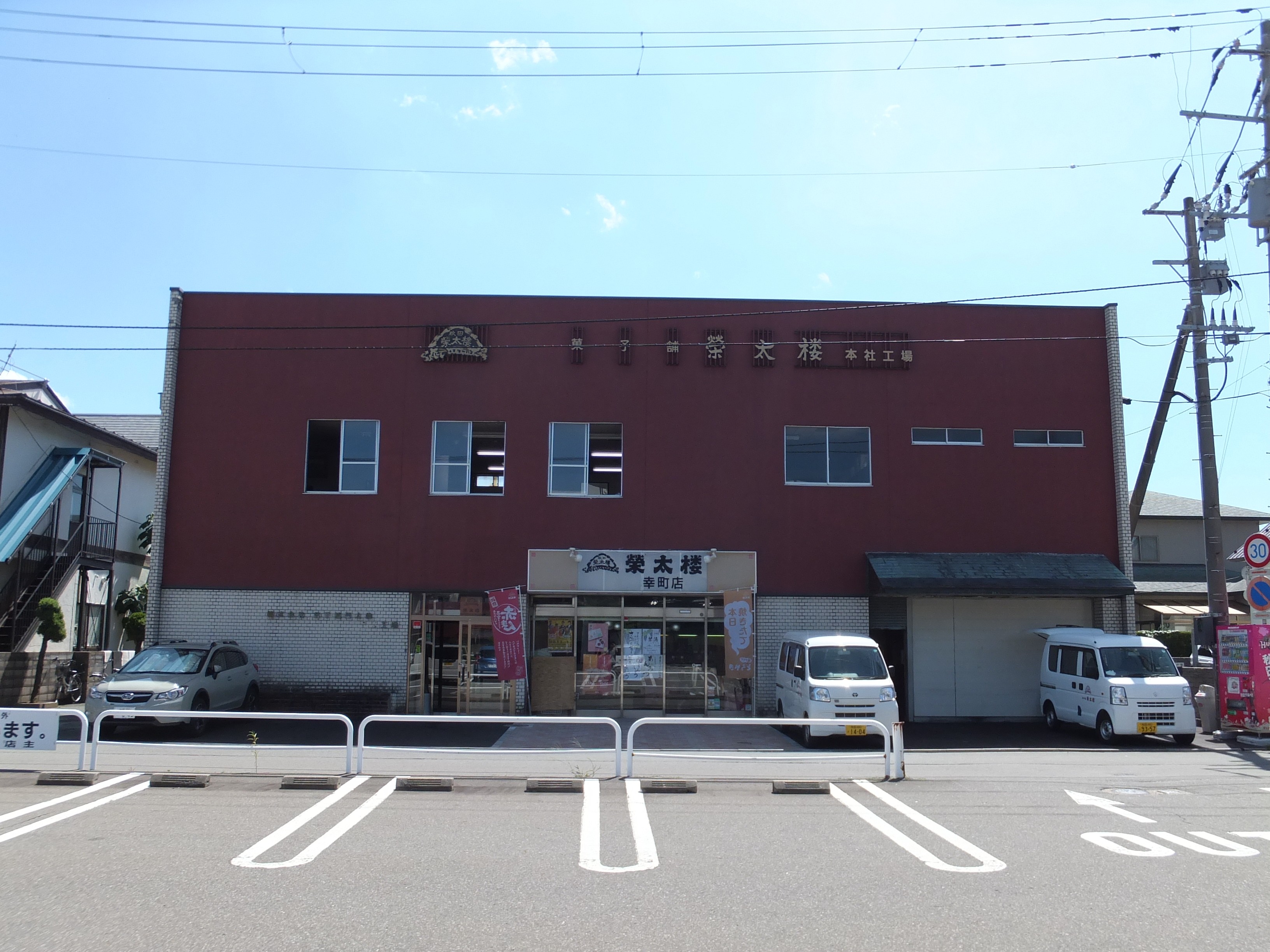
榮太楼本社工場・ 幸町店
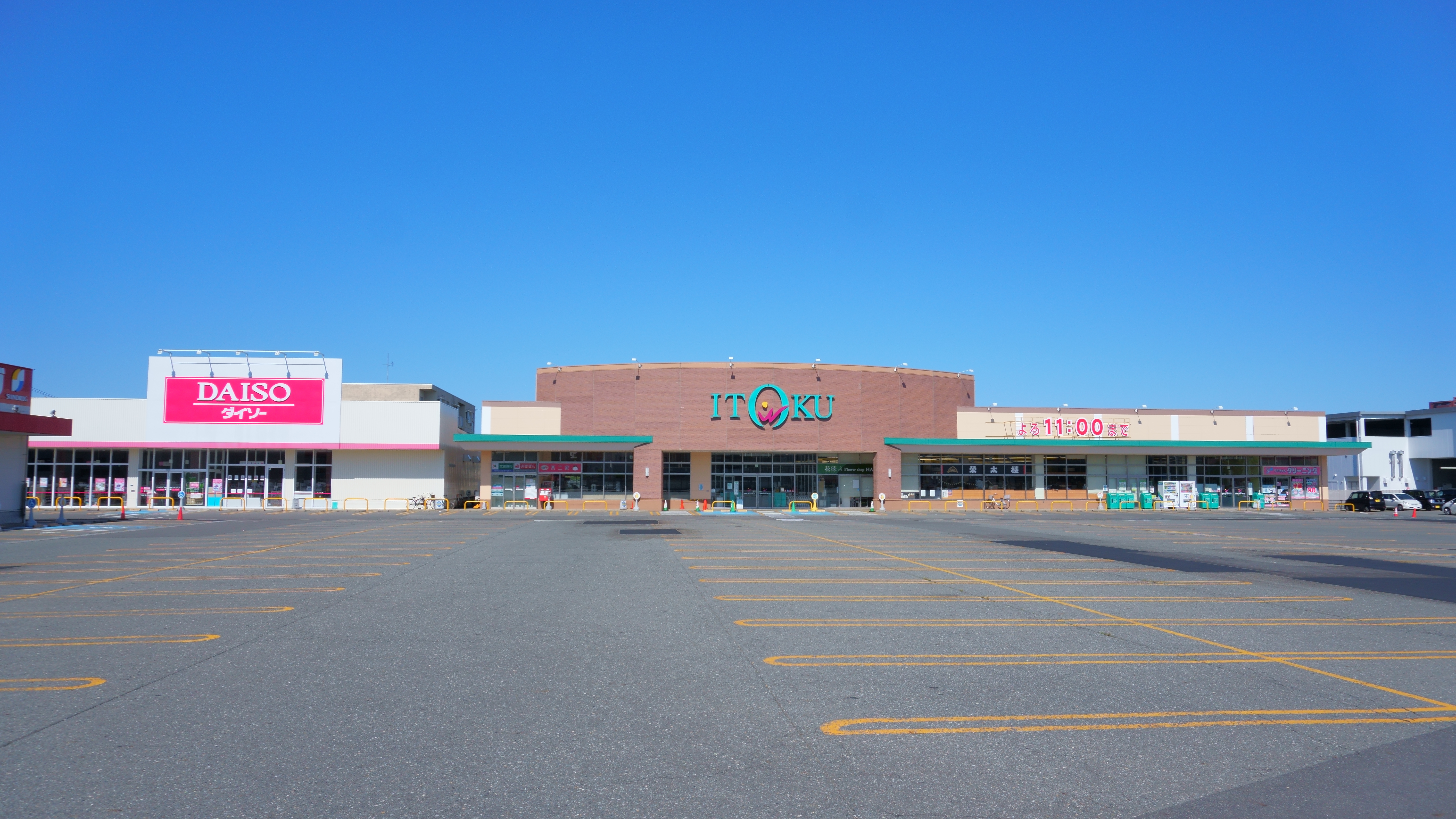
いとく新国道店
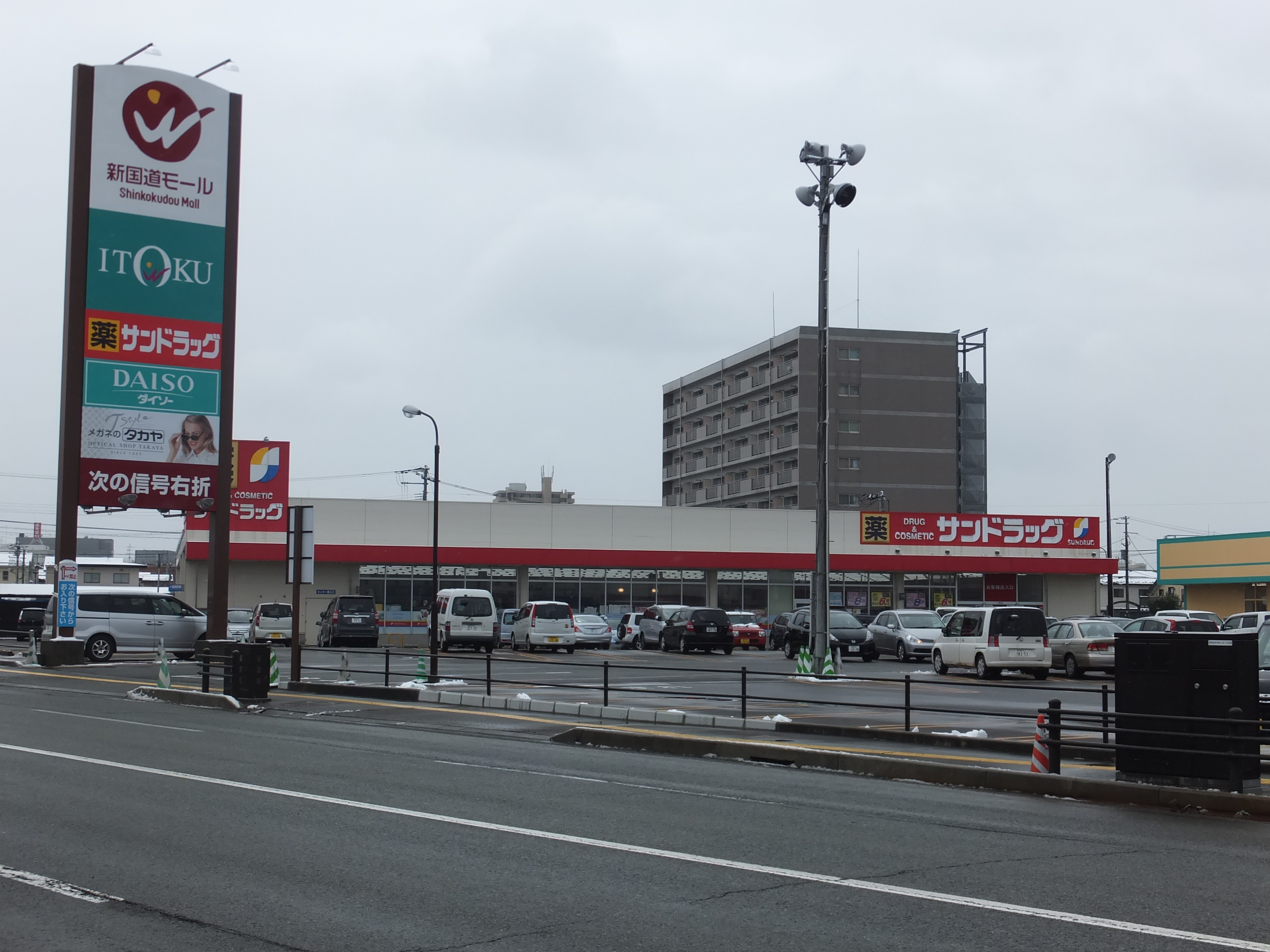
サンドラッグ新国道店

### 移転・廃止された施設
- 秋田中央警察署幸町交番 (泉交番となって泉北に移転）
- 秋田いすゞ自動車本社 （寺内字蛭根に移転）

- 秋田銀行本店営業部高陽出張所（八橋支店となり八橋に移転）

## 教育

### 学区
当地に小中学校は存在しない。秋田市立旭北小学校、秋田市立山王中学校の学区となっている。

### 施設
- 秋田幼稚園

- 秋田高陽教会・附属幼稚園

## 交通

### 鉄道
地区内に鉄道は通っていない。最寄り駅は泉菅野にあるJR東日本奥羽本線の泉外旭川駅。

### バス
- 秋田中央交通
  - 系統131｜将軍野線（市民生協入口発着）
    - （鉄砲町） - 高陽幸町 - 高陽青柳町 - （球技場前）

  - 系統100｜五城目線
  - 系統101｜追分線
  - 系統105｜追分線（県立大学経由） - 平日のみ
  - 系統110｜新国道経由土崎線（飯島北発着）
  - 系統111｜新国道・土崎経由秋田厚生医療センター線 - 平日のみ
  - 系統113｜新国道経由土崎線（土崎駅前発着）
  - 系統114｜新国道臨港署経由土崎線 - 平日のみ
  - 系統115｜セリオン線（セリオン発着）
  - 系統118｜新国道経由土崎線（飯島北発着・北部サービスセンター経由） - 平日のみ
  - 系統119｜セリオン線（フェリーターミナル発着）
  - 系統151｜新港線（飯島北・新屋高校前発着） - 平日のみ
  - 系統152｜新港線（飯島北発南高校前着） - 平日のみ
  - 系統153｜新港線（西部サービスセンター発土崎駅前着） - 平日のみ
    - （マツダ前） - 高陽幸町交差点前 - 秋田中央郵便局前 - （山王二丁目）

### 道路
- 秋田県道56号秋田天王線（新国道）
- 秋田市道土崎保戸野線（旧羽州街道、旧国道）

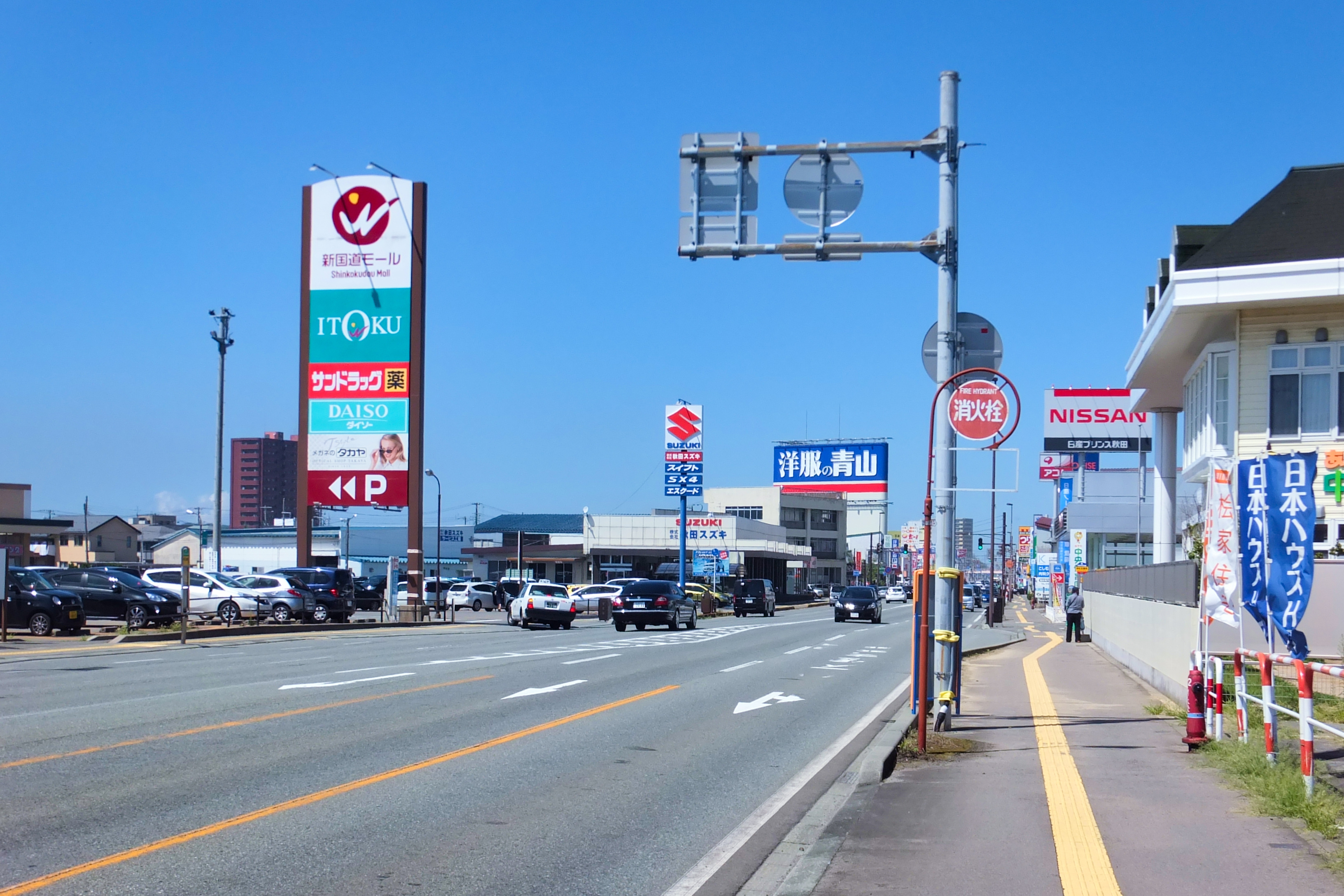
新国道